# Ferranti
Ferranti — британская компания по производству электротехнического оборудования (военная электроника, распределительные устройства) и компьютерной техники. Располагалась в Большом Манчестере. Производитель первого в мире коммерческого компьютера Ferranti Mark 1 (1951). Входила в фондовый индекс FTSE 100. Обанкротилась и прекратила существование в 1993 году.